# Pseudomorpha angustata
Pseudomorpha angustata är en skalbaggsart som beskrevs av Horn. Pseudomorpha angustata ingår i släktet Pseudomorpha och familjen jordlöpare. Inga underarter finns listade i Catalogue of Life.